# آبدزدک
آبدُزدَک (نام علمی: Gryllotalpidae) نام یک تیره از راسته راست‌بالان است. این حشرات همه‌چیزخوار هستند که با جویدن و قطع ریشه و طوقه گیاه باعث مرگ آن می‌شوند و همچنین با حرکت خود در داخل خاک باعث ایجاد کانال‌هایی در زمین می‌شوند. آبدزدک شب‌ها از ریشهٔ گیاهان تغذیه می‌کند و به مزارع، گُل‌کاری‌ها و چمن‌کاری‌ها خسارت زیادی می‌زند. آبدزدک از آفات بسیار مهم گیاهان زراعی، صیفی‌ها، سبزی‌ها و گیاهان زینتی است. آبدزدک با دالان‌هایی که در زمین‌های شخم‌خورده، نرم و به‌خصوص شالیزارها حفر می‌کند، موجب سوراخ کردن مرز کرت‌ها و فرار آب از کرت‌ها می‌شود و به همین دلیل این آفت را آبدزدک نامیده‌اند. در قدیم به آبدزدک، زمین‌سُنب،مارسمبوله، زمین‌سنبه و جوی برک  و بورسمک نیز می‌گفتند. آبدزدک حشره‌ای است قهوه‌ای‌رنگ که طولش ۴ تا ۵ سانتی‌متر است و گاه به ۱۰ سانتی‌متر هم می‌رسد، با پیش‌سینهٔ بزرگ و ضخیم، پاهای جلوی قوی، بال‌های جلوی کوتاه که روی سینه و بخشی از شکم را می‌پوشاند. آبدزدک هر دو سال یک نسل تولید می‌کند.
این آفت زمستان را به صورت حشره کامل یا سنین پورگی در داخل خاک به سر می‌برد. در اواسط بهار آغاز به فعالیت می‌کند. در طول بهار و تابستان حشرات نر و ماده در زیر خاک جفت‌گیری کرده و ماده‌ها با ایجاد دالان‌های عمیق، در انتهای آن محفظه یا حفره وسیعی تهیه و تعداد ۳۰۰ تا ۶۰۰ تخم سفیدرنگ داخل آن قرار می‌دهد. پوره‌ها ۲–۳ هفته بعد از تخم خارج و با ایجاد دالان‌های زیرزمینی، زمین را شخم می‌زنند. در تابستان حشره کامل به سوی نور پرواز می‌کند.
برخی ماهی‌گیران محلی برای ماهی‌گیری در رودخانه‌های غیر کوهستانی از آن استفاده می‌کنند؛ به این نحو که سر حشره را کنده و از قسمت شکم آن را به قلاب می‌آویزند. با این طعمه ماهیانی مثل گلخس (گلخوار) به راحتی به دام می‌افتند. پاهای آب دزدک زهر آلود است و ایجاد عفونت پوستی می‌کند. دارای نیش است و ایجاد گزش دردناک می‌کند.

## روش مبارزه
برای مبارزه با این آفت بهتر است روش‌های شیمیایی در کنار روش‌های زیستی به کار روند.

### روش زیستی
شخم‌زدن به جهت از بین بردن تخم‌های آفات که در لانه‌ها گذاشته شده‌است. غرقاب کردن زمین به این جهت که پوره‌ها مجبور به ترک لانه‌های خود شده و سپس آنها را گردآوری و از بین می‌برند.

### پوشاندن اطراف بوته‌ها با پلاستیک (تله‌های تشتکی)
در این روش از فرمالین ۵٪ استفاده می‌شود به این صورت که آن‌ها را در ظرف‌های ریخته و در داخل گودال‌هایی به اندازهٔ ظرف قرار می‌دهند پس از یک شبانه روز آبدزدک به تله می‌افتد.

### روش‌های شیمیایی
در روش‌های شیمیایی باید توجه کرد که باید ابتدا از طریق آبیاری غرقابی آبدزدک را مجبور به ترک لانهٔ خود کرده و سپس با یک سم آفت‌کش آن‌ها را از بین برد.
روش دیگر در سمپاشی‌های شیمیایی استفاده از سموم طعمه‌ای برای آبدزدک است که به صورت آماده در بازار موجود می‌باشند مانند متالدهید. البته شما خود قادر به تولید این سموم هستید به این صورت که یک حشره‌کش ترجیحاً پودری را با سبوس گندم مخلوط کرده. در این روش ابتدا زمین را غرقاب می‌کنند و سپس طعمه را به صورت بذر پاش به زمین می‌دهند.

## رفتار
این حشره با جویدن و قطع ریشه و طوقهٔ گیاه به مرگ گیاه می‌انجامد و همچنین با حرکت خود در داخل خاک باعث ایجاد کانال‌هایی در زمین می‌شود. آبدزدک که شب‌ها از گیاهان تغذیه می‌کند، باعث ایجاد خسارات زیادی به همهٔ بوته‌های صیفی‌جات، گیاهان زینتی و چمن‌ها می‌شود. علت نامگذاری این آفت به نام آبدزدک این است که این آفت با حرکت بر روی زمین‌های شخم‌خورده و نرم باعث ایجاد حفره‌هایی در کرت‌بندی‌ها می‌شود و این به فرار آب از کرت‌ها می‌انجامد.
در زمان جفت‌گیری، حشرات ماده و نر در زیر خاک جفت‌گیری می‌کنند و حشرهٔ ماده با ایجاد دالان‌های عمیق که در انتهای آن‌ها حفرهٔ وسعی ایجاد می‌کند نزدیک به ۳۰۰ تا ۶۰۰ تخم سفید رنگ می‌گذارد. این تخم‌ها ۲ تا ۳ هفتهٔ بعد تبدیل به حشرات کوچک می‌شوند که شبیه به حشرهٔ کامل است با این تفاوت که بال‌ها هنوز کامل رشد نکرده‌اند. این پوره‌ها با ایجاد دالان‌های زیر زمینی زمین را شخم می‌زنند.

## پراکندگی
مناطق انتشار این آفت در سرتاسر اروپا به جز نروژ و فنلاند، در آسیای غربی، شمال آفریقا، فلسطین، سوریه، لبنان، قبرس، روسیه، افغانستان، پاکستان، ترکیه و ایران است.